# Dick Apon
Dirk Cornelis (Dick) Apon (Rotterdam, 7 juni 1926 – Den Haag, 1 augustus 2002) was een Nederlands architect en hoogleraar.
Apon studeerde bouwkunde aan de HTS in Rotterdam en doorliep de Academies van Bouwkunst in Amsterdam en Rotterdam. Bij het architectenbureau Van Tijen & Maaskant werkte hij mee aan het ontwerp voor de Scheveningse pier. Vanaf 1955 dreef hij met Johan Arie van den Berg (1923), Toon ter Braak (1925-1991) en Wim Tromp (1917-2001) het architectenbureau Apon, Van den Berg, Ter Braak, Tromp (later ABBT genoemd).
Zijn bekendste ontwerp is het kantoorgebouw Bezuidenhoutseweg 67 in Den Haag, dat in 1985 gereedkwam en tot 2017 dienstdeed als het ministerie van Buitenlandse Zaken. Het werd in 2021 in gebruik genomen als tijdelijke huisvesting voor de Tweede Kamer der Staten-Generaal. Vanwege de vorm kreeg het de bijnaam 'Aponrots' (in de volksmond ook 'Apenrots'). Ook ontwierp hij een crematorium in Rotterdam en diverse woningbouwprojecten.
Apon was hoogleraar architectonisch ontwerpen aan de Technische Universiteit Eindhoven en redacteur van architectuurtijdschrift Forum.

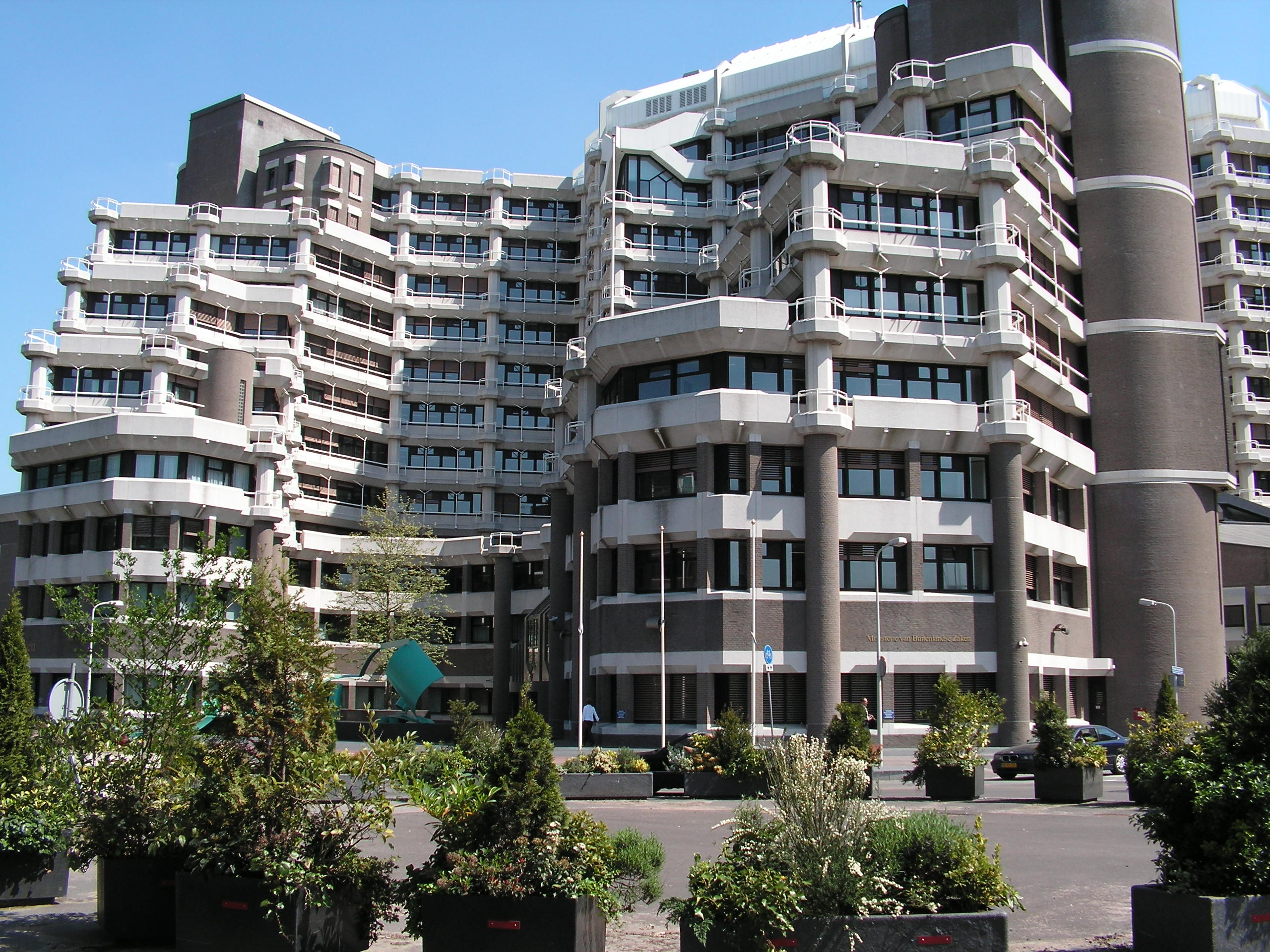
Bezuidenhoutseweg 67 Den Haag

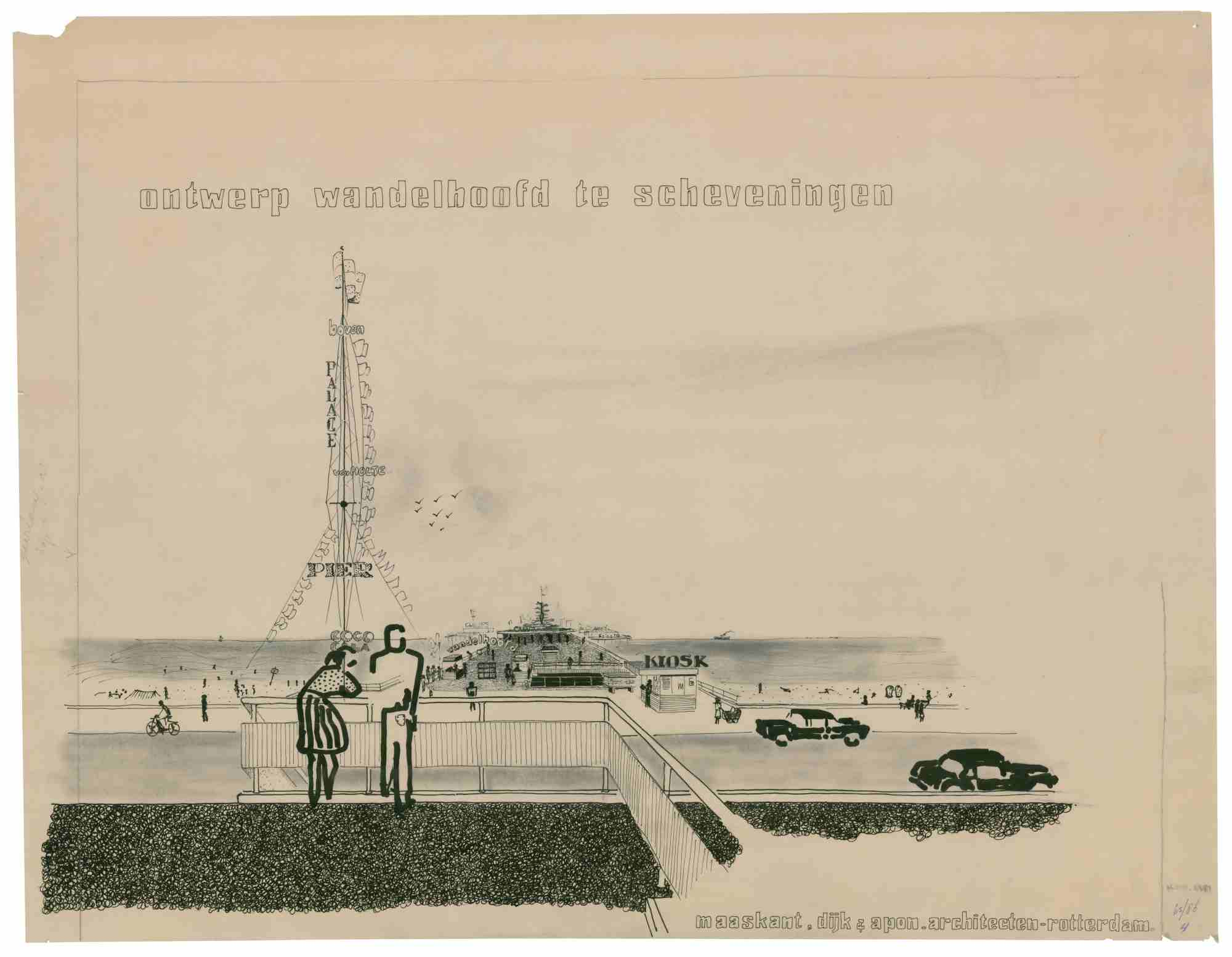
Ontwerp Scheveningse pier (wandelhoofd) Maaskant, Dijk & Apon Architecten Rotterdam

- Biografisch Portaal: 53098299
- International Standard Name Identifier: 0000 0003 9318 7400
- Nederlandse Thesaurus van Auteursnamen: 07001020X
- RKD-Nederlands Instituut voor Kunstgeschiedenis: 2196
- Virtual International Authority File: 287362923
- WorldCat: E39PBJg4pBY6TrcMYMxhwtkVYP